# Гушавац
Гушавац (алб. Gushacë; до 1980 — Гушевац) је насеље у општини Косовска Митровица, Косово и Метохија, Република Србија. Након 1999. године насеље је познато као Гушак (алб. Gushak). Село чине углавном две групе кућа које су видно издвојене и чине Горњи Гушавац или Горња Мала и Доњи Гушавац или Доња Мала.

## Географија
Гушавац је у долини истоименог потока, леве притоке Ибра. Потес је у лакту Ибра тамо где он мења правац тока запад–исток и почиње да тече на север. Њиве су: Арат е Мла, Отават, Фуша Мале, Луга (Луг) поред Ибра, Арат нел Суходол, Сокак, Патерска Њива, Крчевина, Чалија, Плугиште, Мамутска Башта с воћкама, Конопљиште, Селиште, Шљивик с воћкама, Мали Лаз, Велики Лаз, Међума(ха)ле, Бели Пут, Дугачка Њива, Катуљец, Ново Насеље, Дулана; ливаде и испаше; Лази Барес, Шпат или Суво Брдо, Фуша е Хусенит, Језеро, Страдак, Хасанов Лаз, Бојриски Лаз, Тршански Поток; пасишта са ситном шумом: Гурзи, Рудина, Велики Поток, Колипски Поток, Улзов Поток, Забелски Поток утиче у Бели Поток, Пресло-Поток, Улица у Кршском Потоку, Фетахов Поток, Гушавачки Поток и Аџијин Поток.

## Историја
Муслиманско гробље је поред пута који води из Митровице за Чабру. Мектеб (верска школа) је између Винарца и Гушавца, а џамија је у Митровици. Око 1316. године забележени су потоци који се састају „на Гуштавици“, назив који је претходио преиначеном називу у Гушавац. Старо село било је на Селишту.

## Порекло становништва по родовима
Порекло становништва по родовима:
- Друштинци братства Тунзес, 28 кућа, преци им дошли из Малесије у Арбанији у почетку 18. века.

У Горњем Гушавцу су:
- Ајдаровићи, 10 кућа.

У Доњем Гушавцу су:
- Садиковићи, 18, кућа, сви поисламљени католици.

## Демографија
Према проценама из 2009. године које су коришћене за попис на Косову 2011. године, ово насеље је имало 545 становника, већина Албанци.
| Година       | 1948 | 1953 | 1961 | 1971 | 1981 | 1991 | 2011 |
| ------------ | ---- | ---- | ---- | ---- | ---- | ---- | ---- |
| Становништво | 234  | 266  | 315  | 410  | 538  | 650  | 475  |

|  |